# Sanxi Shuiku
Sanxi Shuiku (kinesiska: 三溪水库) är en reservoar i Kina. Den ligger i provinsen Fujian, i den sydöstra delen av landet, omkring 35 kilometer sydost om provinshuvudstaden Fuzhou. Sanxi Shuiku ligger 56 meter över havet. Arean är 0,19 kvadratkilometer. I omgivningarna runt Sanxi Shuiku växer i huvudsak blandskog. Den sträcker sig 0,3 kilometer i nord-sydlig riktning, och 1,1 kilometer i öst-västlig riktning.
Genomsnittlig årsnederbörd är 1 738 millimeter. Den regnigaste månaden är augusti, med i genomsnitt 270 mm nederbörd, och den torraste är oktober, med 24 mm nederbörd.